# Joachim Ramoser
Joachim Ramoser (Bolzano, 22 febbraio 1995) è un ex hockeista su ghiaccio italiano, di ruolo attaccante.

## Biografia
È figlio di Heinz Ramoser, difensore del Renon negli anni 1980 e 1990.
Nel 2015 ottenne il passaporto tedesco a seguito della lunga permanenza in Germania.

## Carriera

### Club
Ramoser iniziò a giocare ad hockey su ghiaccio nel Ritten Sport. Appena quattordicenne si trasferì in Germania per giocare nelle giovanili del Mannheimer ERC, con cui vinse il campionato Schüler Bundesliga nella stagione 2010-2011.
Passò poi per una stagione, in prestito, alla squadra Under 18 del Rote Teufel Bad Nauheim, ed in seguito ai pari età degli Eisbären Berlin.
Dalla stagione 2013-2014, dopo un provino, passò all'EC Red Bull Salisburgo, con cui disputò, in un primo momento, il campionato austriaco Under 20 e successivamente il maggiore campionato giovanile europeo, la Molodežnaja Chokkejnaja Liga.
Dopo la buona stagione in MHL, che gli valse la chiamata nell'All-Star Game dell'affermata lega giovanile, nel marzo 2015 firmò un contratto biennale con l'EHC Red Bull München, squadra del massimo campionato tedesco.
Nell'estate del 2015 partecipò anche ad un training camp dei New York Islanders.
Raccolse 48 presenze nella sua prima stagione, ma si infortunò gravemente dopo il mondiale 2016. Saltò tutta la prima parte della stagione successiva, ed anche dopo il ritorno sul ghiaccio non trovò spazio; accettò dunque l'offerta dell'Hockey Club Bolzano, in EBEL, dove ai trasferì a gennaio in prestito fino a fine stagione. Tuttavia a causa dei postumi dell'infortunio neppure a Bolzano riuscì a trovare spazio, raccogliendo due sole presenze; a fine stagione, poco dopo essersi sottoposto ad un nuovo intervento chirurgico, fece ritorno in Deutsche Eishockey-Liga con l'ERC Ingolstadt.
Lasciò i Panthers dopo due stagioni, nelle quali raccolse 62 presenze (di cui solo 17 nella prima, a causa dei postumi dell'infortunio) con 10 punti all'attivo, per accasarsi in un'altra squadra della DEL, i Nürnberg Ice Tigers. Anche l'esperienza a Norimberga durò due anni e fu caratterizzata da numerosi problemi fisici: nella stagione 2019-2020, condizionata dalla pandemia di COVID-19, raccolse solo 23 presenze a causa di un infortunio alla spalla che lo tenne fuori causa per due mesi, mentre perse l'intera stagione successiva per il ripresentarsi dei problemi al ginocchio che lo costrinsero ad un nuovo intervento.
Lasciati i Tigers, trovò un ingaggio nel girone Sud della terza serie tedesca, col Deggendorfer SC.

### Nazionale
Ramoser, con la rappresentativa giovanile dell'Under-18 disputò due campionati di categoria, entrambi in Prima Divisione gruppo A: 2012 e 2013 (entrambi chiusi al terzo posto).
Con l'Under-20 disputò tre campionati di categoria, due in Prima Divisione gruppo B: 2013 (terzo posto finale) e 2014 (vittoria e promozione in Prima Divisione gruppo A); ed uno in Prima Divisione gruppo A: 2015 (quarto posto finale).
Nel 2014 esordì con la Nazionale maggiore, disputando nel mese di maggio i mondiali. L'anno seguente prese parte al mondiale di Prima Divisione disputatosi in Polonia. Nel febbraio 2016 vinse con il Blue Team il torneo preolimpico disputatosi a Cortina d'Ampezzo. Nella primavera dello stesso anno partecipò al mondiale di Prima Divisione disputotosi in Polonia, in cui l'Italia riuscì a guadagnarsi la promozione in Top Division.
Ramoser è tornato a disputare un mondiale maggiore nel 2019, ottenendo la salvezza.

## Palmarès

### Giovanili
- Schüler-BL: 1

Mannheimer: 2010-2011

### Nazionale
- Campionato mondiale di hockey su ghiaccio Under-20 - Prima Divisione B: 1

Regno Unito 2014

### Individuale
- MHL All-Star Game: 1

2014-2015